# Débora Srour
Debora Srour (São Paulo, 19 de março de 1962) é uma ex-atleta brasileira de tiro esportivo.

## Biografia
Nos Jogos Olímpicos de 1984 em Los Angeles, onde foi atiradora pioneira do Brasil nos jogos, Deborah Srour, uma estudante de direito de São Paulo, demonstrou seu talento como atiradora na categoria de Pistola Sport, conquistando o 7º lugar com 578 pontos em uma competição que incluía mais 30 participantes.
Ex-campeã mundial de tiro, ostentando em sua casa 117 troféus e uma medalha de ouro representando o Brasil, Débora, além de falar 9 idiomas, era uma atiradora verdadeiramente notável. Desde muito jovem, iniciou sua jornada no mundo do tiro esportivo com uma carabina de ar no estande da Hebraica - SP. Mais tarde, demonstrou habilidade e destreza ao fazer a transição de armas de fogo longas para as de porte com facilidade. Sua serenidade durante as competições, aliada à concentração, determinação e uma técnica exímia, surpreendia a todos com seus resultados impressionantes.
Além do desempenho nos Jogos de Los Angeles, Deborah também garantiu medalhas de ouro e prata no XIII Torneio Benito Juarez, estabelecendo um novo recorde brasileiro na categoria de Pistola Sport, com 585 pontos. Nas 12ª Jogos Macabíadas, realizados em Tel Aviv, Débora conquistou o quarto lugar, marcando 583 pontos. Continuou competindo até 1985, acumulando conquistas e títulos.
Atualmente, dedica-se à advocacia e reside em Israel. Ela reserva alguns meses do ano para se dedicar como voluntária nos trabalhos de escavação em Yir David, onde enfrenta o árduo percurso de visitação turística do sítio sem demonstrar o menor sinal de cansaço, mesmo sob o calor escaldante de 40 graus à sombra no auge do verão.